# Джиролата
Джиролата (фр. Girolata) — рыбацкая деревня на берегу бухты Джиролата Средиземного моря на западном побережье острова Корсика. Административно относится к коммуне Озани.
Западнее расположен заповедник Скандола. Деревня Джиролата обслуживает туристов, совершающих тур в заповедник из Порто, Сагоне и Кальви.
15 июня 1540 года состоялся бой у Джиролаты, в котором Джанеттино Дориа пленил Тургут-реиса. Около 1552 года построена башня Джиролата, примерно в одно время с башней Порто.

## Бухта Джиролата
Бухта Джиролата ограничена мысами Мукиллина (Пунта-Росса, Punta Muscillina, горой Пурчиле высотой 560 м, Capu Purcile) на западе и мысами Сенино и Скопа (горой Сенино высотой 619 м, Monte Senino) на юге. Бухта Джиролата граничит с заливом Порто, расположенным южнее.
Входит в Региональный парк Корсика площадью 150 тыс. га, созданный в мае 1972 года. В 1983 году на 7-й сессии Комитета всемирного наследия ЮНЕСКО часть парка, включающая бухту Джиролата, залив Порто, заповедник Скандола и каланки Пьяны, внесена в Список объектов всемирного наследия ЮНЕСКО.